# Geelflankspecht
De geelflankspecht (Celeus undulatus grammicus) is een specht uit de familie Picidae. Volgens onderzoek gepubliceerd in 2011 en 2018 is de status als aparte soort niet meer verdedigbaar. Deze soort en de ondersoorten C. g.verreauxii,  C. g.  subcervinus en C. g. latifasciatus staan op de IOC World Bird List als ondersoorten van de geschubde specht (C. undulatus).